# 黎太宗
黎太宗（越南语：／，1423年12月22日—1442年9月7日（大寶三年八月初四）），名黎元龍（越南语：／），又名黎麟，是越南後黎朝第二代皇帝，1433年至1442年在位。他是黎太祖黎利的次子。

## 生平
太宗即位後改元紹平，朝政全由輔政黎察裁決，但他學識淺陋，多行不法，驕橫跋扈，常加害忠臣。太宗年幼就天資聽穎，年長後，就收回權力親理朝政。不過，因為他年紀不大，無人輔政，致使沉湎酒色，品德不佳。
1436年9月，明廷正式決定加封黎太宗為國王，并派遣兵部右侍郎李鬱、通政使司左通政柰亨往封，使後黎朝的名份正式從「權署安南國事」正名為「安南國王」。
1442年7月，太宗檢閱兵到至靈縣，名臣阮廌在至靈縣隱居，太宗前往探望，見侍奉阮廌之婢女阮氏路（一說為妾）頗有姿色，便強迫隨駕侍侯，不料行至嘉定縣（今嘉平县），太宗暴卒，朝廷嫁禍阮氏路弒君，逮捕阮廌治罪，並誅殺其三族。

## 評價
《大越史記全書》:「帝天資明智，運撫昇平，内制強臣，外攘夷狄，重道崇儒，設科取士，讞獄訊囚，率多寬貨，亦守成之良主也。然耽心酒色，暴崩于外，自取之也。」「帝雄才大畧，剛斷有為。即位之初，厲精求治，定制度，頒經籍，制禮作樂，明政慎刑，此及數年，典章文物，粲然大僃，海内丕变。爪哇、暹羅、三佛齊、占城、满剌加等國航海修貢。後有逋臣宗來招集亡叛，僞號紀年；順每州土酋名儼遠挾哀牢，敢行稱亂。帝身出六師，致天之罸。一旬而宗來授首，再駕而名儼就扲，真可謂英雄之主也。」
史臣武瓊曰：「帝即位時年方十一，不假垂簾咱政，而天下之事皆自已出，内制強臣，外攘夷狄。其聰明勇智，髙出隆古英明之主。况又體天地生物之心，行帝王不忍之政，讞獄訊囚，率多寬恕。其好生之德，即帝舜之德也。鳴呼，若帝者，可謂存心制治矣。」

## 家庭

### 妻妾
- 宣慈皇太后阮氏英
- 光淑皇太后吳氏玉瑤
- 妃楊氏賁，後貶為庶民，稱「庶婦」
- 元妃黎玉瑤
- 修容黎日厲
- 貴人裴氏

### 姬侍
- 宮人吳氏玉璇，光淑皇太后的姊姊

### 子
1. 黎宜民
2. 黎克昌
3. 黎仁宗
4. 黎圣宗

### 兄弟
1. 黎思齊

### 姊妹
1. 黎玉呂 郡主
2. 黎玉義 郡主